# Герб Вороновиці
Герб Вороновиці затверджений в 2011р. рішенням сесії Вороновицької селищної ради. Герб є промовистим.

## Опис
У щиті, скошеному справа лазуровим і зеленим, срібний хвилястий перев'яз справа. У першій частині золоте усміхнене сонце з такими ж променями. У другій частині поверх перев'язу летить чорний ворон з золотим сувоєм паперу в лапах. Щит вписаний в золотий декоративний картуш із зеленим дубовим листям і срібними квітами, перевитими синьо-зелено-червоною стрічкою.